# 罗伯特·W·史密斯
羅伯特·威廉·史密斯（英語：Robert William Smith，1958年10月24日—2023年9月21日），美國作曲家、編曲家及教師。特洛伊大学音樂產業項目協調員，亦是巴恩豪斯（Barnhouse）音樂出版社和唱片品牌Walking Frog Records的產品開發副總裁。他的作品《新的一天崛起》和《堂吉訶德》曾入圍第8屆獨立音樂獎（Independent Music Awards）。

## 生平歷略
史密斯在阿拉巴馬州戴尔维尔出生，就讀當地中學，之後前往特洛伊大学，在行進樂隊演奏小號。大學時他開始向保羅·約德學習作曲。
1997年，史密斯成為特洛伊大學的樂隊指導，他在該職位工作了四年時間，之後加入華納兄弟（Warner Bros.）出版公司，這一職位使他有更多巡迴世界各地演奏的機會。之後，他繼續在華納任職，直到2005年該公司由阿爾弗雷德音樂併購為止。
2023年9月21日，史密斯因心臟手術併發症去世，他的死訊由特洛伊大學公布。9月29日，紀念儀式在該校舉行。

## 作品節選
史密斯現有超過700首出版作品，包括三首交響曲，以下節錄他的部分作品：
- 第1號交響曲《神曲》，共四樂章
  - 地獄（The Inferno）
  - 煉獄（Purgatorio），1997年出版[9]
  - 升天（The Ascension），1994年出版[9]
  - 天堂（Paradiso）
- 第2號交響曲《奧德賽》
- 第3號交響曲《堂吉訶德》[10]
- 《格邁因哈特組曲》（Gemeinhardt Suite）
- 《威爾森組曲》（Willson Suite）
- 《不懼風暴》（Into The Storm）
- 《登峰造極》（To The Summit）[11]
- 《水手與海洋之歌》（Songs of Sailor and Sea）

## 外部連結
- 官方网站
- 特洛伊大学的生平歷略 （页面存档备份，存于）
- C·L·巴恩豪斯公司的人物介紹 （页面存档备份，存于）